# Jabal Akhḍar
Il Jabal Akhḍar, scritto anche Jebel Akhdar o Gabal al-Akhdar (arabo: الجبل الأخضر, al-Jabal al-Akhdar, che significa: "Montagna verde"), è un massiccio parte della catena montuosa dei Monti Ḥajar, in Oman, e si estende per circa 300 km da nord-ovest a sud-est, a 50-100 km di distanza dalla costa del Golfo di Oman.
La vetta più alta, che si trova a ovest di Rustaq, è il Ǧabal Sham (3.075 m.).
Nel 1957 vi si rifugiarono i capi del Movimento rivoluzionario dell'Oman (ORM) durante la loro lotta contro il sultano Sa'id bin Taymur che nel 1959, dopo duri scontri, debellò la rivolta tanto da riuscire a riunire tutto l'Oman.
Dal 2011 il Jabal Akhḍar è sede dell'arrivo della tappa principale del Tour of Oman, spesso decisiva per definire la classifica finale.